# Fiorde de Bro
O Fiorde de Bro (em sueco: Brofjorden;  PRONÚNCIA) é um fiorde da Suécia situado na Costa Oeste do país, junto ao estreito do Escagerraque. Está localizado na Comuna de Lysekil, em Bohuslän, entre os fiordes Åby e Gullmarn.

No interior deste fiorde está situado o maior porto de petróleo da Suécia, junto à refinaria Preemraff Lysekil.

## Etimologia
O nome geográfico Brofjorden deriva das palavras nórdicas Bro (nome de antiga paróquia na margem ocidental do fiorde) e fjord (enseada profunda e longa), significando Fiorde de Bro.
O termo está registado em 1594 como Brofiord.